# شب پرستاره (نرم‌افزار آسمان‌نما)
شب پرستاره (به انگلیسی: Starry Night) یک نرم‌افزار آسمان‌نمای تجاری است که برای اواس‌ده، مایکروسافت ویندوز، و همچنین آی‌فون قابل استفاده است. شب پرستاره همواره به‌شدّت بر ارائهٔ تصاویری جذّاب و واقع‌گرایانه از آسمان تأکید داشته‌است. در نسخه‌های جدیدتر این نرم‌افزار جامعهٔ نجوم آماتوری را نیز هدف قرار داده‌است.

## امکانات
در زیر فهرستی از برخی امکانات مهمّ این نرم‌افزار آمده‌است:
- نمایش آسمان شب واقعی. همهٔ ستارگانی که در فهرست A2 رصدخانهٔ نیروی دریایی ایالات متّحده، فهرست هیپارکوس، و فهرست تیکو-۲ نامشان ذکر شده‌است، و نیز تمامی کهکشان‌های موجود در فهرست کهکشان‌های تولی در این نرم‌افزار قابل مشاهده‌اند.
- مشاهدهٔ آسمان شب از هر مکانی بر روی زمین، هر نقطه‌ای در منظومهٔ شمسی، مناطق نزدیک کهکشان راه شیری، یا حتّا گروه محلّی کهکشان‌ها
- نشان‌دادن آسمان در هر تاریخی و در هر ساعتی در چندین هزار سال گذشته و آینده
- امکان حرکت در زمان رو به جلو یا عقب با هر سرعتی
- ایجاد برنامه‌های رصدی
- محاسبهٔ حرکات اجرام منظومهٔ شمسی
- نمایش عکس‌های گرفته‌شده از زمین و خورشید به‌وسیلهٔ ماهواره‌های در حال گردش به دور آن‌ها
- تولید یک نمودار هرتسپرونگ-راسل از ستارگان در حال نمایش
- کنترل تلسکوپ‌های گوتو از طریق یک سیم
- نمایش آسمان شب به‌وسیلهٔ عکّاسی از تمام آسمان با دستگاه جفت‌کننده بار